# Richard Ely Bird

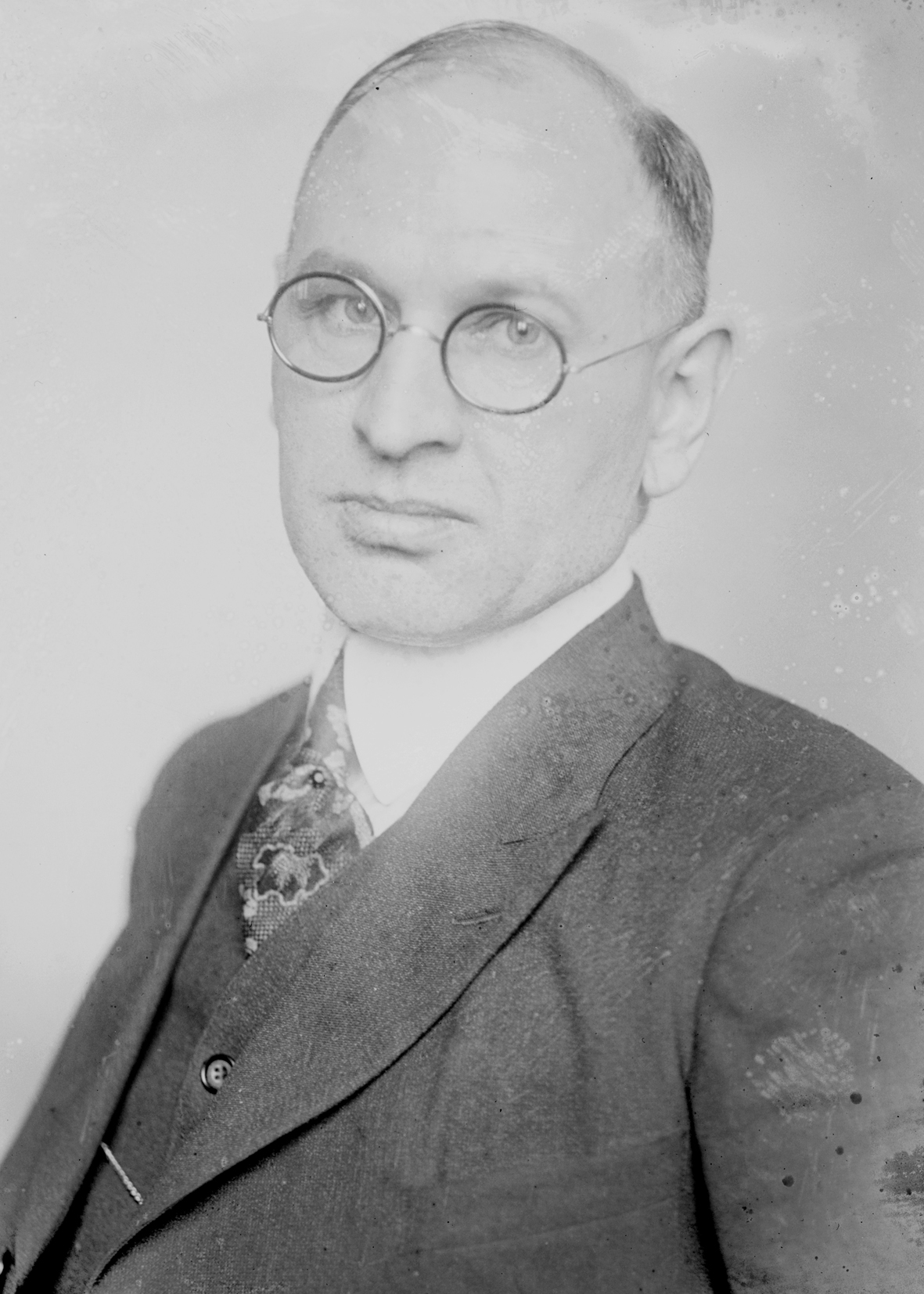
Richard Ely Bird

Richard Ely Bird (* 4. November 1878 in Cincinnati, Ohio; † 10. Januar 1955 in Long Beach, Kalifornien) war ein US-amerikanischer Politiker. Zwischen 1921 und 1923 vertrat er den achten Wahlbezirk des Bundesstaates Kansas im US-Repräsentantenhaus.

## Werdegang
Im Jahr 1887 kam Richard Bird mit seinen Eltern nach Wichita in Kansas. Dort besuchte er die öffentlichen Schulen. Im Jahr 1898 absolvierte er die Wichita High School. Nach einem anschließenden Jurastudium und seiner im Jahr 1901 erfolgten Zulassung als Rechtsanwalt begann er in Wichita in seinem neuen Beruf zu arbeiten. Zwischen 1916 und 1921 war er Richter im 18. Gerichtsbezirk des Staates Kansas.
Politisch war Bird Mitglied der Republikanischen Partei. 1920 wurde er als deren Kandidat im achten Distrikt von Kansas in das US-Repräsentantenhaus in Washington, D.C. gewählt. Dort trat er am 4. März 1921 die Nachfolge des Demokraten William Augustus Ayres an, gegen den er bei den folgenden Wahlen des Jahres 1922 unterlag. Damit konnte Bird bis zum 3. März 1923 nur eine Legislaturperiode im Kongress absolvieren.
Nach dem Ende seiner politischen Tätigkeit in Washington arbeitete Bird wieder als Anwalt. Zwischen 1925 und 1927 war er im Auftrag der Bundesregierung als Konkursverwalter in Wichita tätig. Im Jahr 1937 zog sich Bird in den Ruhestand zurück. Er verbrachte seinen Lebensabend in Long Beach, wo er im Januar 1955 verstarb.